# Knej
Knej este o localitate din comuna Velike Lašče, Slovenia, cu o populație de 22 de locuitori.